# Modre planine
Modre planine (engleski: Blue Mountains) je planinsko područje u New South Walesu, Australija, površine od 11.400 km². Ono čini sjevernu granicu šireg gradskog područja Sydneya, od čijeg središta je udaljeno oko 50 km. Modre planine se protežu zapadno od rijeke Nepean, sve do rijeke Coxs.
Modre planine svoje ime duguju šumi eukaliptusa koja ga prekriva. Naime, kada se temperatura digne, eterična ulja plavog eukaliptusa (Eucalyptus saligna) isparavaju i raspršuju se u zraku tako da ne dopuštaju prodor vidljive svjetlosti, osim plavog spektra koja je najprodornija jer ima najnižu frekvenciju. Zbog toga promatračima krajolik Modrih planina izgleda okupan u plavoj boji.
Modre planine se uglavnom sastoje od pješčane visoravni koja je ispresjecana klancima dubokim i do 760 metara. Prosječna visina planina je od 100 do 1300 metara nadmorske visine. U ovom području obitava oko 160.000 stanovnika, a sjedište lokalne uprave se nalazi u gradovima City of Blue Mountains, City of Hawkesbury, City of Lithgow i Oberonu.
Veći dio ovog područja je uklopljen u tzv. "Velike modre planine" u kojem se, na 10.300 km², nalazi sedam zaštićenih nacionalnih parkova i jedan park prirode. Velike modre planine su upisane na UNESCO-ov popis mjesta svjetske baštine u Australiji i Oceaniji 2000. godine kao jedinstven primjer evolucijske prilagodbe šume eukaliptusa nakon što se Australijski kontinent odvojio od Gonvane. Velika ekološka raznolikost Australije se odražava i u velikom broju vrsta eukaliptusa koji rastu na ovom području, njih 99. To čini 10% viših biljaka na kontinentu, među kojima je i veliki broj ugroženih (120 vrsta), endemskih (114 vrsta) i evolucijskih relikta, kao što je Australski stribor koji raste na nekoliko mikrolokacija.
- Otisci ruku Aboridžina kod Glenbrooka
- Napušteni rudarski grad srebra, Yerranderie
- Plavi odsjaj doline Jamison
- Špilja nastala erozijom vjetra
- Slap Wentworth

## Vanjske poveznice
- Virtualni obilazak Modrih planina  Arhivirana inačica izvorne stranice od 6. srpnja 2011. (Wayback Machine) (engl.)
- Službene stranice nacionalnog parka Modre planine (engl.)

### Ostali projekti
|  | Zajednički poslužitelj ima još gradiva o temi Modre planine, Novi Južni Wales |